# Täler von Vereinigter und Wilder Weißeritz
Täler von Vereinigter und Wilder Weißeritz este o arie protejată (arie specială de conservare — SAC, sit de importanță comunitară — SCI) din Germania întinsă pe o suprafață de 1.319 ha, integral pe uscat.

## Localizare
Centrul sitului Täler von Vereinigter und Wilder Weißeritz este situat la coordonatele 50°57′05″N 13°35′14″E / 50.9514°N 13.5872°E.

## Înființare
Situl Täler von Vereinigter und Wilder Weißeritz a fost declarat sit de importanță comunitară în iunie 2002 pentru a proteja 10 specii de animale. Situl a fost protejat și ca arie specială de conservare în aprilie 2011.

## Biodiversitate
Situată în ecoregiunea continentală, aria protejată conține 12 habitate naturale: Cursuri de apă de la nivel de câmpie la nivel montan, cu vegetație Ranunculion fluitantis și Callitricho-Batrachion, Formațiuni ierboase bogate în specii de Nardus, dezvoltate pe substraturi silicioase în zone montane (și în zone submontane, în Europa continentală), Liziere de ierburi înalte hidrofile de câmpie și de nivel montan până la alpin, Fânețe de joasă altitudine (Alopecurus pratensis, Sanguisorba officinalis), Fânețe montane, Pante stâncoase silicioase cu vegetație casmofită, Roci stâncoase cu vegetație pionieră de Sedo-Scleranthion sau Sedo albi-Veronicion dillenii, Păduri de fag Luzulo-Fagetum, Păduri de fag Asperulo-Fagetum, Păduri de stejar și carpen Galio-Carpinetum, Păduri pe pante, grohotișuri și ravene de Tilio-Acerion, Păduri aluvionare cu Alnus glutinosa și Fraxinus excelsior (Alno-Padion, Alnion incanae, Salicion albae).
La baza desemnării sitului se află mai multe specii protejate:
- mamifere (4): liliac cârn (Barbastella barbastellus), vidră de râu (Lutra lutra), liliac cu urechi mari (Myotis bechsteinii), liliac comun (Myotis myotis)
- nevertebrate (4): fluturele-tigru (Callimorpha quadripunctaria), rădașcă (Lucanus cervus), Ophiogomphus cecilia, Osmoderma eremita
- pești (2): zglăvoacă (Cottus gobio), cicar (Lampetra planeri)